# Pierre Monnier (1911-2006)
Pour les articles homonymes, voir Pierre Monnier et Monnier.
Pierre Monnier, né au Mans le 15 avril 1911 et mort à Nice le 27 mars 2006,, est un journaliste, essayiste et éditeur français, le premier à éditer des livres de Louis-Ferdinand Céline après la Seconde Guerre mondiale.

## Biographie
Orphelin de guerre à quatre ans (son père, saint-cyrien, est tué à la Main de Massiges en 1915), Pierre Monnier a été dessinateur de presse, sous le pseudonyme de Chambri, éditeur puis écrivain.
Il s'inscrit aux Camelots du Roi dans sa jeunesse.
En 1949, il aide Louis-Ferdinand Céline à reprendre pied dans la vie éditoriale après la guerre, fondant à cet effet une maison d'éditions sous le nom de Frédéric Chambriand,. Il a publié en particulier Casse-pipe en décembre 1949, puis Mort à crédit et Scandale aux abysses en 1950.
Il a écrit une dizaine d'ouvrages, dont le premier, en 1979, Ferdinand furieux, évoque ses souvenirs de Louis-Ferdinand Céline.
Ami intime d'Arletty, qu'il appelle Arlette, il lui consacre une biographie publiée en 1984 et republiée en 1998, avec 47 pages supplémentaires.
Il fut membre du bureau de l'Association des amis de Robert Brasillach.
Pierre Monnier était marié avec Renée et père d'un fils, Frédéric, et d'une fille, Sophie.

## Publications
- 1979 : Ferdinand furieux, avec 313 lettres inédites de Louis-Ferdinand Céline ; rééd. Éditions L'Âge d'Homme, coll. Lettera, 1990.
- 1984 : Arletty, Stock, 150 pages.
- 1992 : Les pendules à l'heure : à l'ombre des grandes têtes molles, 1939-1951, Le Flambeau, 393 pages.   (ISBN 2-908-04012-3)
- 1994 : Le Pen, le peuple et la petite fille Espérance, Éditions Nationales, 190 pages.   (ISBN 2-909-17825-0)
- 1998 : Céline et les têtes molles, Bruxelles, Le Bulletin Célinien 198, 88 pages.
- 1998 : Arletty, Éditions du Rocher, 187 pages.  (ISBN 2-268-02861-5) (Réédition de l'ouvrage de 1984 avec 47 pages complémentaires)
- 1999 : Irrévérence gardée, Jean-Cyrille Godefroy, 262 pages.   (ISBN 2-841-91079-2)
- 2000 : Quand grossissent les têtes molles : essai sur la têtemollité, préf. Philippe Randa, Éditions Déterna, 110 pages.   (ISBN 2-913-04422-0)
- 2020 : L'Affaire de Galloure, roman policier, rééd. Auda Isarn, coll. « Lys Noir » n°14.